# Vision (ciruela)
Vision es una variedad cultivar de ciruelo (Prunus domestica), de las denominadas ciruelas europeas.
Una variedad de ciruela criada en 1937 en la « "Horticultural Research Institute of Ontario" », Vineland Station, Canadá, como cruce de 'Pacific' x 'Albion'.
Las frutas de tamaño mediano a grande de forma ovalada alargada, ligeramente asimétrica, tienen piel color rojo púrpura a violeta azulado con algunas lenticelas de color marrón amarillento, y pulpa de color amarillo claro es de textura firme y muy jugosa. Los frutos tienen un alto contenido de azúcar. Tolera las zonas de rusticidad según el departamento USDA, de nivel 5 a 8.

## Historia
'Vision' variedad de ciruela europea que fue obtenida en 1937 en la « "Horticultural Research Institute of Ontario" », Vineland Station, Canadá, como cruce de 'Pacific' x 'Albion'. Fue introducida en los circuitos comerciales en 1967.
'Vision' está cultivada en diversos bancos de germoplasma de cultivos vivos, tales como en National Fruit Collection (Colección Nacional de Fruta) de Reino Unido con el número de accesión: 1969-046 y Nombre Accesión : Vision.

## Características
'Vision' árbol de porte erguido, abierto y de gran vigor que es algo resistente al cancro bacteriano. Vision es productivo y saludable, y algo resistente al cancro bacteriano. No es autofértil y deberá combinarse con un polinizador. Entre los socios compatibles se encuentran 'Stanley', 'Valor' y 'Victory'. Es incompatible con Italian. Flor blanca, que tiene un tiempo de floración que comienza a partir del 18 de abril con el 10% de floración, para el 23 de abril tiene una floración completa (80%), y para el 2 de mayo tiene un 90% de caída de pétalos.
'Vision' tiene una talla de tamaño mediano a grande de forma ovalada alargada, ligeramente asimétrica, con peso promedio de 93.42 g;epidermis tiene una piel color rojo púrpura a violeta azulado con algunas lenticelas de color marrón amarillento en la cáscara, recubierta de abundante pruina, fina, azulada; sutura con línea poco visible, de color algo más oscuro que el fruto. Situada en una depresión muy suave, algo más acentuada junto a cavidad peduncular; pedúnculo de longitud mediano, fuerte, con una longitud promedio de 10.82 mm; pulpa de color amarillo claro es de textura firme y muy jugosa. Los frutos tienen un alto contenido de azúcar.
Hueso no adherente a semi adherente, grande, alargado, asimétrico, con el surco dorsal muy ancho y profundo, los laterales más superficiales, zona ventral poco sobresaliente, superficie rugosa.
Su tiempo de recogida de cosecha se inicia en su maduración a mediados de septiembre. La producción se produce con regularidad.

## Usos
Se usa comúnmente como postre fresco de mesa buena ciruela de postre de fines de verano.
También se usa por su alto contenido de azúcar lo convierte en una excelente opción para enlatar y secar.